# Макс и Шред
«Макс и Шред» (англ. Max & Shred) — канадский телесериал, выходивший канале Nickelodeon, который впервые был показан 6 октября 2014 года в США. 25 февраля 2015 года сериал был продлён на второй сезон, который вышел в эфир 21 марта 2016 года на канале Nicktoons в США.

## Сюжет
Главными героями сериала являются превосходный сноубордист Макс и гениальный ученый Элвин. Макс любит горные спуски, в то время как Элвин с головой погружается в чтение заумных книг. Макс обожает прогулки и вечеринки, Элвин постоянно занят своими изобретениями. Между героями выстраивается крепкая непоколебимая дружба. Вместе герои справляются со всеми трудностями жизни.

## В ролях
- Джонни Грей — Макс Эшер
- Джейк Гудман — Элвин «Шред» Экерман
- Саара Чодри — Джилл «Хауи» Финч
- Эмилия МакКарти — Эбби Экерман
- Шиван Мёрфи — Диана Экерман
- Жан-Мишель Легаль — Ллойд Экерман

## Эпизоды
| Сезон | Эпизоды | Первая дата выхода | Последняя дата выхода |
| ----- | ------- | ------------------ | --------------------- |
| 1     | 26      | 6 октября 2014     | 11 июля 2015          |
| 2     | ТВА     | 21 марта 2016      | ТВА                   |

## Трансляция
Телесериал транслируется в Канаде на канале YTV, в США - на Nickelodeon и Nicktoons, в России транслировался- на Nickelodeon. В Австралии показ стал идти с 17 января 2015 года на телеканале Nickelodeon.